# パーイ郡
座標: 北緯19度21分31秒 東経98度26分24秒 / 北緯19.35861度 東経98.44000度
パーイ郡（パーイぐん）は、タイ王国北部のメーホンソーン県に属する郡（アムプー）である。

## 名称
パーイの名称の由来には諸説ある。まず、移住してきたシャン族が自分たちをパーイ (ป้าย) と呼んだものがなまったという説。次に、国主の名前クン・サーンパーイの名前からとったという説。最後に地元を流れるパーイ川からとったという説である。最後の説はパーイ川のパーイは元々は (ปาย) ではなく、パーイ (ป้าย, 声調が違う) だったとする。後者は「陰に引き下がる」と言う意味がある。

## 歴史
元々ラワ族などの土着民が住んでいた地域であったが現在のシャン州の各地方からシャン族の移民が集まりムアンパーイと呼ばれる街を作った。この街はクン・サーンパーイと呼ばれる人物によって治められた。
その後、チエンマイ王、マホータラプラテート王(在位・1847年 - 1854年)はチャオ・ケーオムアンマーをムアンパーイの地域に派遣し新たにパーイ川の西に街を作らせクン・サームパーイを国主に任命した。このとき旧市街地は北にあったのでウィエンヌア（北の街）とよばれ、新たに建てた街はウィエンタイ（南の街）と呼ばれた。こうしてムアンパーイはチエンマイの朝貢国となったが、コメを納めていたわけではなく、森林製品の朝貢が義務づけられていたと考えられる。
インタウィチャヤーノン王(在位・1873年 - 1896年)時代、パーカーカンナ (พะก่ากั่นนะ) を国主に任命、さらにその後、クン・サーンムーンを国主に据えたが、1911年チャクリー改革により内務省の管轄下におかれ、郡（アムプー）となった。

## 地理
郡の中心部は郡を北から南へ流れさらに西方面へ流れていくパーイ川の形成した平地にある。その東西南北を山岳地帯で囲まれ、南西のパーイ川流域付近がメーホンソーン方面に向かって開いている。また、郡の東部にはフワイ・ナムデーン国立公園に指定されている地域が存在し、同公園内にはターパーイ温泉（โป่งน้ำร้อน ท่าปาย）もある。
交通は1095号線が北西から南東に向かって延びており、北西にメーホンソーン方面、南東にメーテーン方面とつながっている。また国道1265号線が南西に延びており、メーチェムの北の辺境とつながっている。

## 経済
郡の主な産業は農業で、主な生産品はニンニク、ダイズである。

## 行政区分

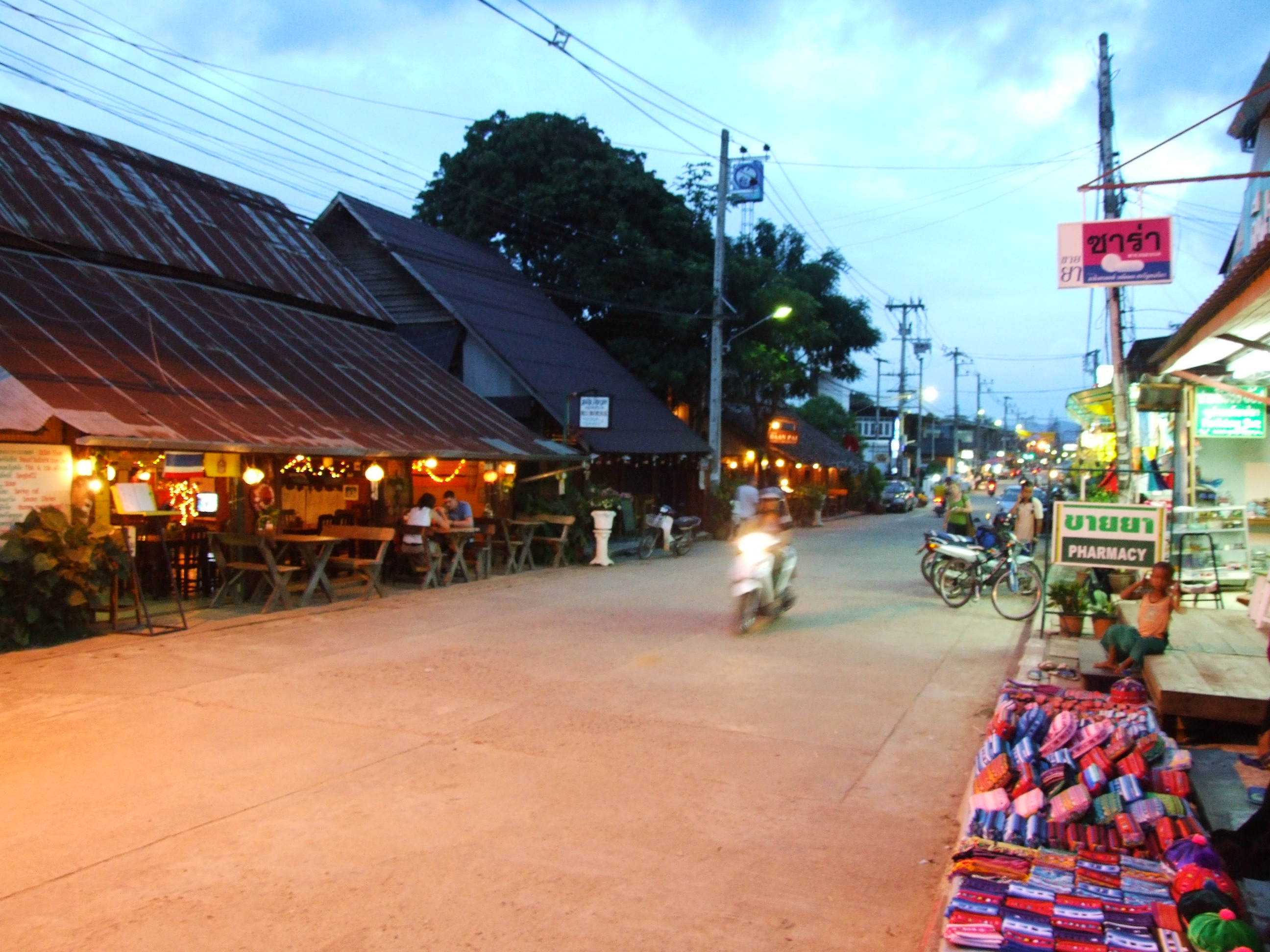
テーサバーンタムボン・パーイの様子。

郡は7のタムボンに分かれ、さらにその下位に66の村（ムーバーン）がある。自治体（テーサバーン）があり以下のようになっている。
- テーサバーンタムボン・パーイ・・・タムボン・ウィエンタイの一部

また郡内には7のタムボン行政体（オンカーンボーリハーンスワンタムボン）がある。
1. タムボン・ウィエンタイ・・・ตำบลเวียงใต้
2. タムボン・ウィエンヌア・・・ตำบลเวียงเหนือ
3. タムボン・メーナートゥーン・・・ตำบลแม่นาเติง
4. タムボン・メーヒー・・・ตำบลแม่ฮี้
5. タムボン・トゥンヤーオ・・・ตำบลทุ่งยาว
6. タムボン・ムアンペーン・・・ตำบลเมืองแปง
7. タムボン・ポーンサー・・・ตำบลโป่งสา